# Oscar D'Agostino

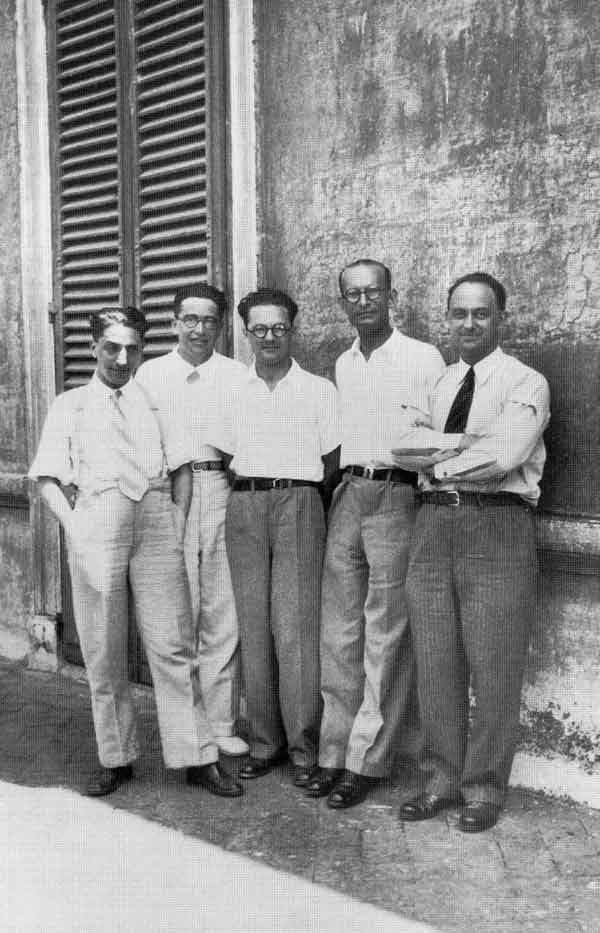
Ragazzi di via Panisperna. Oscar D'Agostino è il primo a sinistra

Oscar D'Agostino (Avellino, 29 agosto 1901 – Roma, 16 marzo 1975) è stato un chimico italiano.

## Biografia
Avellinese, figlio di una maestra e di un impiegato, si laurea in Chimica nel 1926 a Roma e inizia a lavorare in una fabbrica di pile a secco.
Chiusa la fabbrica e rimasto senza lavoro, D'Agostino approda alla carriera universitaria come assistente volontario e inizia a collaborare dal 1933 con il futuro Premio Nobel per la fisica,  Enrico Fermi. Grazie a una borsa di studio, trascorre un periodo di permanenza a Parigi presso l'Institut du Radium  fondato da Marie Curie, proprio all'epoca in cui i coniugi Irène Curie e Frédéric Joliot scoprono la radioattività artificiale
Tornato in Italia, dal 1934 D'Agostino ritorna a lavorare con Fermi, entrando a far parte, unico chimico, del gruppo dei  Ragazzi di via Panisperna, équipe di giovani scienziati che attraverso lo studio gli effetti del bombardamento dei nuclei atomici con neutroni rallentati dall'idrogeno (neutroni lenti) darà il via alla realizzazione del primo reattore nucleare a fissione.
Dopo questa prestigiosa esperienza, conduce le sue ricerche prima presso l'Istituto di Chimica del Consiglio Nazionale delle Ricerche, dove fonda il reparto di radiochimica,  e successivamente presso l'Istituto Superiore di Sanità.

## Donazione D'Agostino
Nel 1978 è stato intitolato al chimico irpino l'Istituto Tecnico per Geometri di Avellino.
In tale circostanza la vedova di Oscar D'Agostino, Sofia Melograni, ha fatto dono all'istituto di tutti i documenti, i libri e le riviste del marito, passati in custodia alla Fondazione “Oscar D'Agostino”, sita nel suddetto istituto scolastico.
Tra i documenti più interessanti della Fondazione, vi è la corrispondenza tra scienziati di varie parti del mondo e i quaderni con gli appunti relativi alle ricerche del gruppo di via Panisperna. Particolarmente interessante è un quaderno di appunti redatto dallo stesso Enrico Fermi, scritto nel marzo 1934 e rimasto a lungo sconosciuto, che ha permesso di ricostruire dettagliatamente l'iter della ricerca sui neutroni lenti che gli valse l'attribuzione del Premio Nobel.